# Berenguer Ramón I
Berenguer Ramón I (1005-1035) fue conde de Barcelona entre 1017 y 1035. Era hijo de Ramón Borrell y de Ermesenda de Carcasona. Es apodado el Curvo (el Corbat, en catalán).
Al morir su padre en 1017, Berenguer Ramón aún era menor de edad y su madre Ermesenda actuó como tutora y regente hasta el 1023. Pero cuando Berenguer Ramón llegó a la mayoría de edad no empezó a gobernar en solitario, sino que Ermesenda siguió asociada al gobierno.
En el año 1021 se casó con Sancha, hija de Sancho García, conde de Castilla, con la que tuvo dos hijos: Ramón Berenguer I (1023) y Sancho. En 1027 volvió a casarse, esta vez con Guisla de Lluçà, hija del veguer de Balsareny. Con ella tuvo un hijo, Guillermo (1028). 
Durante el mandato de Berenguer Ramón I, generalmente considerado como un hombre ecuánime, predominó la paz. Sometió de forma pacífica al conde Ermengol I de Urgel; restableció la concordia con el conde Hugo I de Ampurias; y mantuvo excelentes relaciones con Guillermo I de Besalú y Wifredo II de Cerdaña. También mantuvo buenas relaciones con el papa y en 1032 realizó un viaje a Roma.
Además, viajó en diversas ocasiones a Zaragoza y Navarra para entrevistarse con Sancho Garcés III, rey de Navarra y unificar criterios en las relaciones con los condes de Tolosa. Sus hombres de confianza y consejeros fueron el abad Oliva, el juez Ponç Bofill, Gombau de Besora y los obispos Pedro de Gerona y Deudado de Barcelona. En el 1025 promulgó un decreto que liberaba a los propietarios de tierras de cualquier vinculación jurisdiccional que no fuera la del condado y los liberó de los impuestos.
Según algunos cronistas, el carácter de Berenguer Ramón era débil e indeciso. Además, la política de paz con el Islam iba en contra de los deseos de la nobleza que veían la guerra con la única forma de conseguir gloria y riquezas. Esto hizo que algunos nobles empezaran a actuar al margen del poder condal. Ermesenda, en cambio, era enérgica y decidida e intentó imponer su autoridad sobre otros nobles. Pero su condición de mujer le impidió ejercer como caudillo militar y, por tanto, organizar alguna razia o expedición militar que satisficiera las ansias de poder de los aristócratas.
Poco antes de morir, el año 1035, Berenguer Ramón I repartió sus dominios entre sus hijos: Ramón Berenguer recibió Gerona y Barcelona hasta el Llobregat; Sancho, el territorio fronterizo que iba desde el Llobregat hasta la tierra de los musulmanes, constituyendo el condado del Panadés con capital en Olèrdola; y a Guillermo le dejó Osona.